# Торресилья, Виргиния
Виргиния Торресилья Рейес (исп. Virginia Torrecilla Reyes; род. 4 сентября 1994, Кала-Мильо, Балеарские Острова) — испанская футболистка, игрок женского клуба «Атлетико Мадрид» и сборной Испании. В прошлом выступала за женские клубы «Барселона» и «Монпелье». Выступает на позиции опорника, собственно полузащитника и даже нападающего.

## Клубная карьера
Виргиния Торресилья начала выступать за клуб «Депортиво» из Серверенсе в возрасте 11 лет, пройдя его юношескую систему: в возрасте 15 лет она стала игроком женского клуба «Депортиво» из Коллеренсе и дебютировала в основном составе, став одной из самых молодых футболисток-дебютанток в истории чемпионата Испании (женской Суперлиги). Через два года она перешла в клуб «Спортинг Атлетико Сиютат де Пальма» («Спортинг»), где провела один сезон, а в июле 2012 года перешла после длившейся несколько месяцев паузы в «Барселону». В сезоне 2012/2013 Торресилья выиграла чемпионат и кубок Испании, а в сентябре и октябре сыграла первые матчи в Лиге чемпионов УЕФА, уступив лондонскому «Арсеналу» по сумме двух встреч 0:7.
Выиграв три чемпионата подряд с «Барселоной», в сезоне 2015/2016 Торресилья перешла в «Монпелье». В июле 2019 года Торресилья вернулась в Примеру, заключив двухлетний контракт с женским клубом «Атлетико Мадрид».
21 мая 2020 года Торресилья заявила, что у неё была диагностирована опухоль головного мозга и что 18 мая она перенесла хирургическую операцию, в связи с чем обрилась наголо. Как выяснилось, к медикам она обратилась из-за постоянной головной боли и проблем со спиной: опухоль оказалась доброкачественной, однако хирургическое вмешательство было необходимым. Во время последующей реабилитации девушке оказывали моральную поддержку и игроки Ла Лиги: в матче между «Атлетико Мадрид» и «Атлетик Бильбао» (1:1) выступавший за «Атлетико» Диего Коста забил гол в конце первого тайма, после чего поднял над головой футболку с именем Вирхинии. Во второй половине 2021 года Виргиния начала тренироваться, а 23 января 2022 года после долгого периода реабилитации Виргиния вернулась на поле в состав «Атлетико» в игре Суперкубка Испании против «Барселоны», в котором её бывшая команда победила 7:0 — Виргиния вышла на поле на 85-й минуте под овации зрителей.

## Карьера в сборных
В 2012 году в составе сборной Испании, составленной из девушек не старше 19 лет, Виргиния дошла до финала чемпионата Европы, в котором уступила шведкам в овертайме 0:1. 28 июня 2013 года она дебютировала за сборную Испании в товарищеском матче против Дании (2:2) в Вайле. На следующий день Игнасио Кереда включил её в заявку сборной на чемпионат Европы в Швеции: Торресилья стала самой юной футболисткой в заявке. Будучи игроком оборонительного плана, она была готова играть на любой позиции в сборной. В 2015 году она выступала на чемпионате мира в Канаде, а в 2019 году на чемпионате мира во Франции.

### Голы за сборную
| Голы Вирхинии Торресильи за сборную Испании | Голы Вирхинии Торресильи за сборную Испании | Голы Вирхинии Торресильи за сборную Испании | Голы Вирхинии Торресильи за сборную Испании | Голы Вирхинии Торресильи за сборную Испании | Голы Вирхинии Торресильи за сборную Испании | Голы Вирхинии Торресильи за сборную Испании |
| #                                           | Дата                                        | Место                                       | Противник                                   | Счёт после гола                             | Итоговый счёт                               | Турнир                                      |
| ------------------------------------------- | ------------------------------------------- | ------------------------------------------- | ------------------------------------------- | ------------------------------------------- | ------------------------------------------- | ------------------------------------------- |
| 1                                           | 27 октября 2015                             | Сонера, Хельсинки                           | Финляндия                                   | 1–2                                         | 1–2                                         | ЧЕ-2017 (отбор)                             |
| 2                                           | 24 января 2016                              | Под Малим брдом, Петровац-на-Мору           | Черногория                                  | 0–7                                         | 0–7                                         | ЧЕ-2017 (отбор)                             |
| 3                                           | 8 марта 2016                                | Фолкерк, Фолкерк                            | Шотландия                                   | 1–1                                         | 1-1                                         | Товарищеский матч                           |
| 4                                           | 8 апреля 2016                               | Комплешу Дешпортиву да Ковильян, Ковильян   | Португалия                                  | 0–1                                         | 1–4                                         | ЧЕ-2017 (отбор)                             |
| 5                                           | 28 ноября 2017                              | Эстади де Сон Муа, Пальма-де-Мальорка       | Австрия                                     | 4–0                                         | 4–0                                         | ЧМ-2019 (отбор)                             |
| 6                                           | 5 апреля 2019                               | Висенте Санс, Дон-Бенито                    | Бразилия                                    | 2-1                                         | 2-1                                         | Товарищеский матч                           |
| 7                                           | 4 октября 2019                              | Риасор, Ла-Корунья                          | Азербайджан                                 | 2–0                                         | 4-0                                         | ЧЕ-2022 (отбор)                             |

## Статистика выступлений

### Клубная статистика
| Клуб              | Сезон            | Лига | Лига | Кубок | Кубок | Лига чемпионов | Лига чемпионов | Суперкубок Испании | Суперкубок Испании | Кубок Каталонии | Кубок Каталонии | Итого | Итого |
| Клуб              | Сезон            | Игры | Голы | Игры  | Голы  | Игры           | Голы           | Игры               | Голы               | Игры            | Голы            | Игры  | Голы  |
| ----------------- | ---------------- | ---- | ---- | ----- | ----- | -------------- | -------------- | ------------------ | ------------------ | --------------- | --------------- | ----- | ----- |
| Кольеренсе        | 2009/10          | 24   | 4    | 2     | 1     | -              | -              | -                  | -                  | -               | -               | 26    | 5     |
| Кольеренсе        | 2010/11          | 24   | 3    | -     | -     | -              | -              | -                  | -                  | -               | -               | 24    | 3     |
| Кольеренсе        | Итого            | 48   | 7    | 2     | 1     | 0              | 0              | 0                  | 0                  | 0               | 0               | 50    | 8     |
| Спортинг (Пальма) | 2011/12          | 18   | 13   | -     | -     | -              | -              | -                  | -                  | -               | -               | 18    | 13    |
| Спортинг (Пальма) | Итого            | 18   | 13   | 0     | 0     | 0              | 0              | 0                  | 0                  | 0               | 0               | 18    | 13    |
| Барселона         | 2012/13          | 30   | 3    | 5     | 0     | 2              | 0              | -                  | -                  | 2               | 0               | 39    | 3     |
| Барселона         | 2013/14          | 28   | 4    | 5     | 0     | 5              | 0              | -                  | -                  | 2               | 0               | 40    | 4     |
| Барселона         | 2014/15          | 27   | 0    | 2     | 0     | 4              | 0              | -                  | -                  | 2               | 1               | 35    | 1     |
| Барселона         | Итого            | 85   | 7    | 12    | 0     | 11             | 0              | 0                  | 0                  | 6               | 1               | 114   | 8     |
| Монпелье          | 2015/16          | 22   | 0    | 6     | 1     | -              | -              | -                  | -                  | -               | -               | 28    | 1     |
| Монпелье          | 2016/17          | 17   | 1    | 4     | 1     | -              | -              | -                  | -                  | -               | -               | 21    | 2     |
| Монпелье          | 2017/18          | 18   | 5    | 3     | 0     | 6              | 1              | -                  | -                  | -               | -               | 27    | 6     |
| Монпелье          | 2018/19          | 17   | 1    | 1     | 0     | -              | -              | -                  | -                  | -               | -               | 18    | 0     |
| Монпелье          | Итого            | 74   | 7    | 14    | 2     | 6              | 1              | 0                  | 0                  | 0               | 0               | 94    | 10    |
| Атлетико Мадрид   | 2019/20          | 20   | 0    | 1     | 0     | 4              | 1              | 1                  | 0                  | -               | -               | 26    | 1     |
| Атлетико Мадрид   | 2020/21          | 0    | 0    | 0     | 0     | 0              | 0              | 0                  | 0                  | -               | -               | 0     | 0     |
| Атлетико Мадрид   | 2021/22          | 5    | 0    | 0     | 0     | -              | -              | 1                  | 0                  | -               | -               | 6     | 0     |
| Атлетико Мадрид   | 2022/23          | 7    | 0    | 0     | 0     | -              | -              | -                  | -                  | -               | -               | 7     | 0     |
| Атлетико Мадрид   | Итого            | 32   | 0    | 1     | 0     | 4              | 1              | 2                  | 0                  | 0               | 0               | 39    | 1     |
| Всего за карьеру  | Всего за карьеру | 0    | 0    | 0     | 0     | 0              | 0              | 0                  | 0                  | 0               | 0               | 0     | 0     |

## Достижения

### Клубные
«Барселона»
- Чемпионка Испании (3): 2012/13, 2013/14, 2014/15
- Обладательница Кубка Испании (2): 2013, 2014
- Обладательница Кубка Каталонии (2): 2012, 2014

Итого: 7 трофеев
 «Атлетико Мадрид»
- Обладательница Кубка Испании (1): 2022/23
- Обладательница Суперкубка Испании (1): 2020/21

Итого: 2 трофея

### В сборной
- Победительница Кубка Алгарве: 2017[англ.]
- Победительница Кубка Кипра: 2018[англ.]